# لیگ برتر بسکتبال زنان ایران

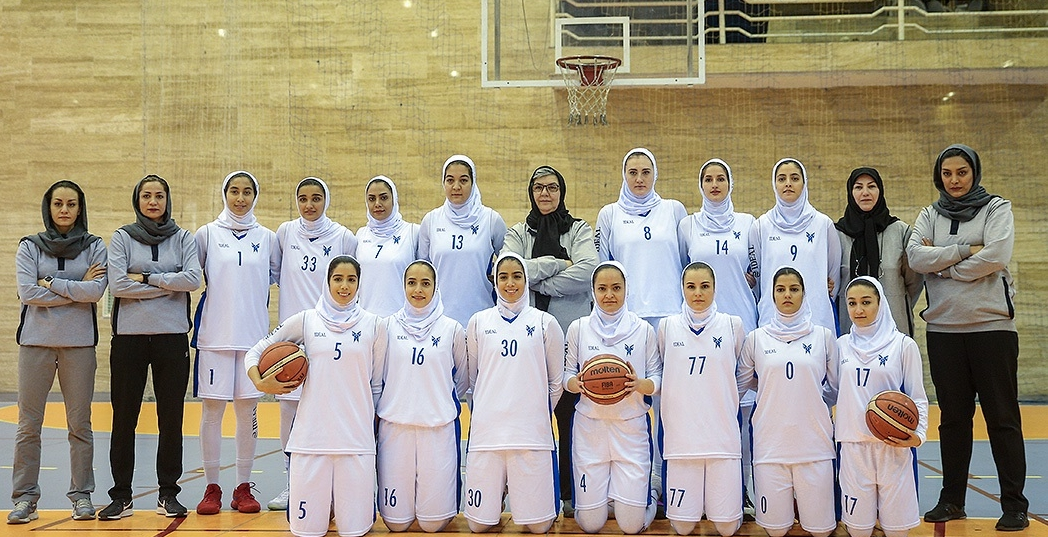
تیم دانشگاه آزاد قهرمان لیگ ۱۳۹۷. تصویر تیمی قبل از دیدار فینال.

لیگ برتر بسکتبال زنان ایران بالاترین سطح مسابقات کشوری بسکتبال زنان در ایران است. مسابقات قهرمانی باشگاه‌های کشور در سال ۱۳۵۴ برای اولین بار به عنوان جام شهبانو برگزار شد که طی آن تیم ایرانا به عنوان اولین باشگاه به مقام قهرمانی باشگاه‌های بسکتبالِ زنان ایران رسید. جام شهبانو تا انقلاب ۱۳۵۷ هر ساله برگزار شد که همواره با قهرمانی ایرانا به پایان رسید. پس از انقلاب ۱۳۵۷ و حدودِ ۲۰ سال وقفه، لیگ دسته یک بسکتبال زنان در سال ۱۳۷۷  آغاز به کار کرد که تا سال ۱۳۸۰ بالاترین سطح بسکتبال باشگاهی در ایران بود. لیگ برتر بسکتبال زنان ایران در سال ۱۳۸۱ به عنوان برترین سطح لیگ باشگاهی کشور برگزار شد که پس از آن به صورت سالیانه برگزار شده است. تیم دانشگاه آزاد قهرمان هفدهمین دوره این بازی‌ها در سال ۱۳۹۷ بوده‌است.
در بعضی از سال‌ها (برای مثال ۱۳۹۲) مسابقات کشوری بسکتبال زنان در چهار رده سوپر لیگ، لیگ برتر، دست یک و دست دو برگزار شده‌است که در آن مسابقات لیگ برتر در سطح پایین‌تری از سوپرلیگ و برای چهار تیم انتهای جدول سوپر لیگ و چهار تیم برتر لیگ دست یک فصل گذشته برگزار شده‌است.

## پیشینه لیگ بسکتبال زنان ایران

### جام قهرمانی باشگاه‌های تهران

تیم بسکتبال ایرانا در جام قهرمانی باشگاه‌های تهران سال ۱۳۵۴ با شکست برابر آرارات به مقام سوم رسید. از مجله دنیای ورزش شماره ۲۵۹.

جام قهرمانی باشگاه‌های تهران معتبرترین مسابقات بسکتبال پیش از شروع مسابقات باشگاهی در سطح کشوری بوده‌است.
- در مسابقات بسکتبال بانوان باشگاه های تهران ۱۳۴۱، تیم تاج عنوان قهرمانی را کسب نمود.[۴][۵]
- در مسابقات بسکتبال بانوان قهرمانی باشگاه‌های تهران ۱۳۴۳، تیم بسکتبال بانوان تاج به عنوان دومی دست یافت.[۶][۷]
- در مسابقات بسکتبال باشگاه‌های تهران ۱۳۴۴ تیم بانوان تاج پس از تیم های صدری و تهران‌جوان به مقام سوم رسید.[۸][۹]
- در سال ۱۳۴۶ تورنمنت تاجگذاری برگزار شد که تیم صدری به قهرمانی رسید.[۱۰]
- در مسابقات  بسکتبال بانوان باشگاه‌های تهران در سال ۱۳۴۷ تیم بانوان تاج پس از تیم٬های انجمن، باس و آرارات به مقام چهارم دست یافت.[۱۱][۱۲]
- در مسابقات بسکتبال قهرمانی بانوان باشگاه‌های تهران در سال ۱۳۴۸، تیم تاج به مقام سوم رسید.[۱۳]
- در فروردین ۱۳۴۹ ششمین دوره مسابقات دانشگاهی  برگزار شد که تیم دانشسرای عالی به قهرمانی رسید.[۱۰]
- در تیر ۱۳۴۹ مسابقات کاپ مجله جوانان برگزار شد که تیم انجمن به قهرمانی رسید.[۱۰]
- در مسابقات بسکتبال بانوان باشگاههای تهران در سال ۱۳۴۹، تیم تاج به مقام پنجم دست یافت. تیم بانوان انجمن برای هشتمین سال پیاپی به مقام قهرمانی رسید. تیم‌های پاس، آرارات و دخانیات به ترتیب دوم تا چهارم شدند.[۱۴]
- در مسابقات سال ۱۳۴۹، ۱۱ تیم شرکت کردند و از ۹ دی‌ماه تا ۵ بهمن‌ماه ۱۳۴۹ به رقابت پرداختند. در این مسابقات، ابتدا ۱۱ تیم شرکت کننده به دو گروه تقسیم گشته و مسابقات هر گروه به‌صورت دوره ای برگزار شد. دو تیم برتر هر گروه به مرحلهٔ نیمه نهایی صعود کردند. در مرحله نیمه نهایی، تیم‌ها به‌صورت ضربدری (تیم نخست گروه اول با تیم دوم گروه دوم و بالعکس) رقابت کردند تا دو تیم فینالیست مشخص شوند. در گروه الف تیم‌های تاج، دیهیم، انجمن، واحد، آرارات، آریا و در گروه ب، تیم‌های پاس، برق، عقاب، شاه عزیز و دخانیات حضور داشتند. پس از پایان مرحله مقدماتی تیم‌های انجمن و آرارات از گروه یک و تیم‌های پاس و برق از گروه دوم به مرحلهٔ نیمه نهایی صعود کردند که در این مرحله تیم‌های پاس و انجمن با شکست حریفان به فینال رسیدند. در بازی رده‌بندی تیم آرارات با پیروزی ۵۳ بر ۲۸ مقابل برق به عنوان سومی رسید و تیم پاس با نتیجه ۳۵ بر ۳۴ مقابل انجمن به پیروزی رسید تا بر سلطه ۶ ساله این تیم بر قهرمانی باشگاه‌های تهران پایان دهد. ترکیب تیم قهرمان پاس در این مسابقات عبارت است از مینا محبی، مینا رکنی، سیمین شفیقی (کاپیتان پاس و تیم ملی)، مهین کوره چیان، یاسمن بنی مصطفوی، فریده دینداری، پروین بکله، منیژه افسری، شهرزاد اندیشه، سهیلا اشراق، هما خدایاری و زیبا بنی مصطفوی به مربیگری استاد صدری.[۱۵]
- در شهریور ماه سال ۱۳۵۰ جام کوروش برگزار شد که تیم انجمن - شریف به قهرمانی رسید.[۱۰][۱۶][۱۷]
- در مسابقات سال ۱۳۵۱، ۱۴ تیم در مسابقات شرکت کردند که در ۴ گروه به مسابقه پرداختند. ۸ تیم برتر مرحله گروهی که به مرحله بعدی صعود کردند عبارتند از: تاج، صنعت نفت، آرارات، ایران امروز، شهریار، پاس، آزمایش و برق. از این بین ۴ تیم برق، آزمایش، تاج و آرارات توانستند به مرحله یک چهارم نهایی مسابقات راه یابند.[۱۸]
- در بهمن ماه سال ۱۳۵۱ مسابقات یادواره سیمین شفیقی برگزار شد که تیم آزمایش به قهرمانی رسید.[۱۰][۱۶][۱۷]
- در اسفند ماه سال ۱۳۵۱ مسابقات جام دهه انقلاب برگزار شد که تیم آزمایش به نائب قهرمانی رسید.[۱۰][۱۶][۱۷]
- در اسفند ماه سال ۱۳۵۲ جام ششم بهمن برگزار شد که تیم آزمایش به قهرمانی رسید.[۱۰][۱۶][۱۷] در این مسابقات تیم‌های آرارات، تاج، شاه عزیز، صفا، ایران امروز، پاس، دخانیات، صنعت نفت، آزمایش، شهربانی و تهران‌جوان شرکت کردند. در پایان پس از تیم آزمایش، تیم‌های تاج، آرارات و پاس به مقام‌های دوم تا چهارم رسیدند.[۱۹]
- در مسابقات سال ۱۳۵۴، ۳ تیم آزمایش تهران، آرارات تهران و ایرانا تهران با کسب مقام‌های اول تا سوم به عنوان نمایندگان تهران به اولین دوره جام شهربانو در سال ۱۳۵۴ راه یافتند.[۲۰]

| دوره | فصل           | قهرمان      | نایب‌قهرمان | جایگاه سوم | توضیحات                  |
| ---- | ------------- | ----------- | ---------- | ---------- | ------------------------ |
|      |               |             |            |            |                          |
|      | ۱۳۴۴          | شریف        |            |            |                          |
|      | ۱۳۴۵          | شریف        |            |            |                          |
|      | آذر ۱۳۴۵      | شریف - صدری |            |            | کاپ فرح                  |
|      | آبان ۱۳۴۶     | شریف        |            |            |                          |
|      |               |             |            |            |                          |
|      | اردیبهشت ۱۳۴۷ | انجمن       |            |            | نایب قهرمانی پاس؟        |
|      | آذر ۱۳۴۷      | انجمن       |            |            | نایب قهرمانی پاس؟        |
|      | دی ۱۳۴۷       | انجمن       | پاس        |            | کاپ فرح                  |
|      | ۱۳۴۸          | انجمن       |            |            | کاپ فرح                  |
|      | اسفند ۱۳۴۸    | انجمن       |            |            | قهرمان دستجات آزاد تهران |
|      |               |             |            |            |                          |
|      | مرداد ۱۳۴۹    | انجمن       | پاس        |            |                          |
|      | بهمن ۱۳۴۹     | پاس         | انجمن      | آرارات     | بهمن ماه                 |
|      |               |             |            |            |                          |
|      | مهر ۱۳۵۱      | آزمایش      |            |            |                          |
|      | بهمن ۱۳۵۲     | آزمایش      | تاج        | آرارات     | جام اتحادیه              |
|      | اسفند ۱۳۵۳    | آزمایش      |            |            |                          |
|      | ۱۳۵۴          | آزمایش      |            | ایرانا     | شهریورماه                |
|      | اسفند ۱۳۵۴    |             | ایرانا     |            |                          |

### مسابقات قهرمانی ایران
- پیش از جام شهبانو مسابقات قهرمانی ایران با شرکت استان‌ها برگزار می‌شد که در مسابقات سال ۱۳۵۰ استان‌های تهران، اصفهان و کرمانشاه به ترتیب اول تا سوم شدند. این رده‌بندی بانوان شش دوره بود که همچنان دست نخورده بود.[۲۳]

| دوره | فصل         | میزبان | قهرمان      | نایب‌قهرمان | جایگاه سوم | توضیحات |
| ---- | ----------- | ------ | ----------- | ---------- | ---------- | ------- |
|      |             |        |             |            |            |         |
|      | شهریور ۱۳۴۶ |        | منتخب تهران |            |            |         |
|      |             |        |             |            |            |         |
| ۲۱   | ۱۳۴۸        |        | منتخب تهران |            |            |         |
|      | مرداد ۱۳۴۹  | ارومیه | منتخب تهران |            |            |         |
|      | مرداد ۱۳۵۰  |        | منتخب تهران |            |            |         |
|      | مرداد ۱۳۵۱  |        | منتخب تهران |            |            |         |

### جام شهبانو (قهرمانی دختران باشگاه‌های ایران)

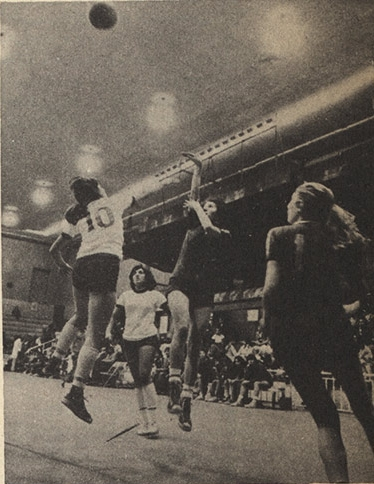
دیدار آرارات و زاینده رود اصفهان در اولین جام شهبانو. ماری عزیزیان از آرارات (سیاه پوش) در حال پرتاب توپ و دفاع مهین شیوایی (شماره ۱۰ اصفهان) اولین آواکیان از آرارات و شعله ماهوتیان (شناگر سابق تیم ملی) از اصفهان نیز چشم به توپ دوخته‌اند. از مجله کیهان ورزشی شماره ۱۱۲۰، آبان ۱۳۵۴.

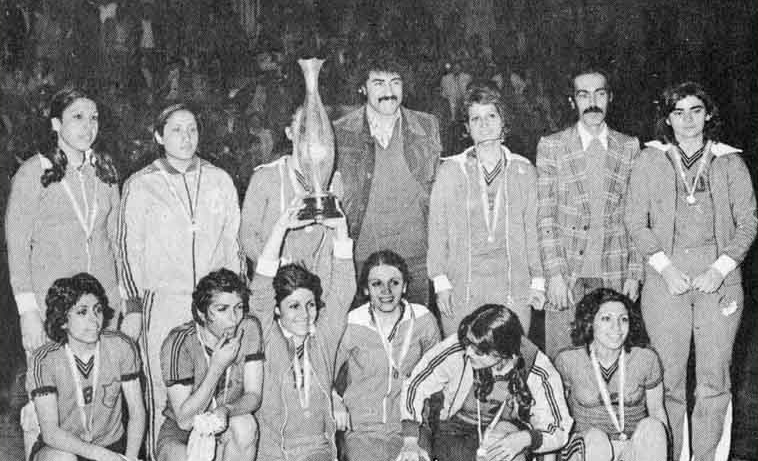
ایرانا قهرمان نخستین جام قهرمانی بسکتبال بانوان ایران، اولین جام شهبانو در دستان نینا زرگر صالح کاپیتان باشگاه ایرانا، (دی‌ماه ۱۳۵۴).

جام بسکتبال شهبانو اولین مسابقات باشگاهی بسکتبال زنان در سطح کشوری در ایران بود که در سال ۱۳۵۴ برای اولین بار برگزار شد. این مسابقات به مدت ۳ سال پیش از انقلاب ۱۳۵۷ برگزار شد و در هر سه دوره باشگاه ایرانا قهرمان بسکتبال زنان ایران شد.
- مسابقه فینال جام شهبانو ۱۳۵۶ در روز پنج‌شنبه ۱۸ اسفند ۱۳۵۶ در سالن بدمینتون امجدیه بین ایرانا و آرارات برگزار شد. آخرین بازی این جام روز جمعه ۱۹‌ اسفند بین سپاهیان و تاج در اصفهان برگزار شد.[۲۷]
- در بازی فینال ایرانا با نتیجه ۵۹-۵۸ آرارات را شکست داد و قهرمان شد.[۲۸]

| دوره | فصل  | قهرمان | نایب‌قهرمان | جایگاه سوم    |
| ---- | ---- | ------ | ---------- | ------------- |
| ۱    | ۱۳۵۴ | ایرانا | آرارات     |               |
| ۲    | ۱۳۵۵ | ایرانا | افسر       | سپاهان اصفهان |
| ۳    | ۱۳۵۶ | ایرانا | آرارات     |               |

### لیگ دسته یک بسکتبال زنان ایران
| دوره | فصل  | قهرمان      | نایب‌قهرمان | جایگاه سوم       |
| ---- | ---- | ----------- | ---------- | ---------------- |
| ۱    | ۱۳۷۷ | مقاومت چکاد | پاک‌وش      | تربیت بدنی شیراز |
| ۲    | ۱۳۷۸ |             |            |                  |
| ۳    | ۱۳۷۹ |             |            |                  |
| ۴    | ۱۳۸۰ |             |            |                  |

### لیگ برتر بسکتبال زنان ایران
| دوره | فصل  | قهرمان              | نایب‌قهرمان                     | جایگاه سوم         |
| ---- | ---- | ------------------- | ------------------------------ | ------------------ |
| ۱    | ۱۳۸۱ | فولاد مبارکه سپاهان | اداره کل دانشگاه آزاد اسلامی   | فجر سپاه           |
| ۲    | ۱۳۸۲ |                     |                                | [ ۳۱ ]             |
| ۳    | ۱۳۸۳ | پیکان               |                                |                    |
| ۴    | ۱۳۸۴ | فولاد مبارکه سپاهان | آرارات                         | پیکان تهران        |
| ۵    | ۱۳۸۵ | آرارات              | فولاد مبارکه سپاهان            | شرکت نفت تهران     |
| ۶    | ۱۳۸۶ | فولاد مبارکه سپاهان | آرارات                         | شرکت نفت           |
| ۷    | ۱۳۸۷ | آرارات              | فولاد مبارکه سپاهان            | شرکت نفت           |
| ۸    | ۱۳۸۸ | آرارات              | فولاد مبارکه سپاهان            | صدرای شیراز        |
| ۹    | ۱۳۸۹ | آرارات              | شرکت کشت و صنعت اله آباد قزوین | فولاد ماهان سپاهان |
| ۱۰   | ۱۳۹۰ | مهر آمین قزوین      | فولاد ماهان سپاهان             | گاز تهران          |
| ۱۱   | ۱۳۹۱ | دانشگاه آزاد        | ماکارونی جهان قزوین            | شرکت ملی گاز تهران |
| ۱۲   | ۱۳۹۲ | کشاورز قزوین        | آرارات                         | شهرداری بندرعباس   |
| ۱۳   | ۱۳۹۳ | آرارات              | گاز تهران                      | شهرداری بندرعباس   |
| ۱۴   | ۱۳۹۴ | گاز تهران           | کوشاسپهر سبلان                 | شهرداری بندرعباس   |
| ۱۵   | ۱۳۹۵ | کوشا سپهر سبلان     | پالایش نفت آبادان              | گاز تهران          |
| ۱۶   | ۱۳۹۶ | پالایش نفت آبادان   | گروه بهمن                      | گاز تهران          |
| ۱۷   | ۱۳۹۷ | دانشگاه آزاد        | نامی‌نو اصفهان                  | گروه بهمن          |
| ۱۸   | ۱۳۹۸ | گروه بهمن           | بانوان شهر گرگان               | نامی نو اصفهان     |
| ۱۹   | ۱۳۹۹ | گروه بهمن           | مهرام تهران                    | نارسینا تهران      |
| ۲۰   | ۱۴۰۰ | شیمیدر              | گروه بهمن                      | اکسون              |
| ۲۱   | ۱۴۰۱ |                     |                                |                    |
| ۲۲   | ۱۴۰۲ |                     |                                |                    |